# Кошмари та сновидіння: З історій Стівена Кінга
Кошмари і фантазії Стівена Кінга (англ. Nightmares and Dreamscapes: From The Stories Of Stephen King) — американський 8-серійний телесеріал жахів, знятий за мотивами оповідань Стівена Кінга. Епізоди виходили на каналі TNT.

## В ролях

### Епізод «Поле бою»
- Вільям Херт — Джейсон Реншоу
- Брюс Спенс — Генк Морріс
- Міа Сара — красива пассажирка

### Епізод «Крауч-Енд»
- Клер Форлані — Доріс Фріман
- Єйон Бейлі — Лонні Фріман
- Лінал Гафт — Арчібальд

### Епізод «Остання справа Амні»
- Вільям Мейсі — Клайд Амні / Сем Лендрі / Джордж Деммік
- Жаклін Маккензі — Лінда Лендрі / Глорія Деммік
- Торі Массетт — Арлін «Кенді» Кейн
- Гарольд Гопкінс — Вернон Кляйн
- Коді Сміт-Макфі — Брендон

### Епізод «Кінець усій цій гидоті»
- Рон Лівінгстон — Говард Форно
- Генрі Томас — Роберт Форно
- Енді Андерсон — Дюк Роджерс

### Епізод «Дорожній вірус пре на північ»
- Том Беренджер — Річард Кіннелл
- Марша Мейсон — тітка Труді
- Сьюзі Портер — Саллі Блер Кіннелл

### Епізод «П'ята четвертушка»
- Джеремі Сісто — Віллі Еванс
- Саманта Метіс — Карен Еванс
- Коді Сміт-Макфі — Джексон Еванс
- Крістофер Кірбі — сержант
- Пітер О'браєн — Кінан
- Роберт Маммон — Джаггер

### Епізод «Секційна кімната номер чотири»
- Річард Томас — Говард Котрелл
- Грета Скаккі — Кеті Арлен
- Роберт Маммон — доктор Пітер Дженнінгс

### Епізод «Рок-н-рольні небеса»
- Кім Ділейні — Мері Рівінгем
- Стівен Вебер — Кларк Рівінгем
- Джої Сагал — Елвіс Преслі
- Вільям Макнамара — Рікі Нельсон
- Ерін Райт — Дженіс Джоплін
- Крістіан Шмід — Бадді Голлі
- Тоні Рікардс — Рой Орбісон

## Список епізодів
| # | Назва                         | Сюжет | Оригінальна дата виходу |
| - | ----------------------------- | --- | ----------------------- |
| 1 | Поле бою                      | Професійний кілер отримує набір іграшкових солдатиків після того, як убив директора іграшкової компанії.                                          | 12 липня 2006           |
| 2 | Крауч-Енд                     | Пара вирушає на медовий місяць в Лондон, де вони потрапляють в інший вимір.                                                                       | 12 липня 2006           |
| 3 | Остання справа Амні           | Після смерті сина, письменник створює своє літературне альтер-его — приватного детектива з 1930-х років і змушує його помінятися життями.         | 19 липня 2006           |
| 4 | Кінець усій цій гидоті        | Творець фільмів в останні хвилини життя згадує про трагічний експеримент свого геніального брата, який бажав припинити насильство у всьому світі. | 19 липня 2006           |
| 5 | Дорожній вірус пре на північ  | Відомий автор оповідань жахів купує моторошну картину, яка може міняти реальність.                                                                | 26 липня 2006           |
| 6 | П'ята четвертушка             | Випущений на волю в'язень пускається в гонитву за грошима, ризикуючи своєю свободою і сім'єю.                                                     | 26 липня 2006           |
| 7 | Секційна кімната номер чотири | Вкушений отруйною змією чоловік впадає в кому і його визнають мертвим.                                                                            | 2 серпня 2006           |
| 8 | Рок-н-рольні небеса           | Пара загубилася в дивному місці, яке населяють померлі легенди рок-н-ролу.                                                                        | 2 серпня 2006           |

## Екранізації
Збірка оповідань Кошмари та сновидіння:
- Остання справа Амні / Umney's Last Case
- Рок-н-рольні небеса / You Know They Got A Hell Of A Band
- Кінець усій цій гидоті / The End Of The Whole Mess
- П'ята четвертушка / The Fifth Quarter
- Крауч-Енд / Crouch End

Збірка оповідань Все гранично:
- Дорожній вірус пре на північ / The Road Virus Heads North
- Секційна кімната номер чотири / Autopsy Room Four

Збірка оповідань Нічна зміна:
- Поле бою / Battleground

## Цікаві факти
- DVD з серіалом надійшов у продаж в жовтні 2006 року. [джерело?]
- Знімання серіалу проходило в Мельбурні, в Австралії. [джерело?]